# Histoire des femmes de Madagascar
L'histoire de Madagascar reflète que les femmes avaient une place importante dans la gouvernance de la société Malagasy, cela depuis même le temps du royaume de Madagascar.

## Droit
La Constitution de Madagascar reconnait une certaine loi écrite reconnaissent l'égalité des droits des femmes en matière de propriété. En effet, la constitution en 2010 garantit à chacun le droit égal à la propriété et déclare illégale la privation de propriété en ses article 6 et 34. De même, la loi n° 2007-022 du 20 août 2007 sur le mariage matrimonial qui garantit aux deux époux le droit égal sur leurs biens ; et la loi n° 68-012 du 4 juillet 1968 relative aux successions, testaments et donations consacre l’égalité de l’homme et de la femme. Quant à l'Ordonnance n° 60-146 du 3 octobre 1960 relative au régime foncier modifiée par la Loi n° 2003-029 du 27 août 2003, elle admet le droit de la femme à réclamer des droits sur l’immeuble immatriculé par le mari en cas de fraude de ses droits.
En 2000, Madagascar signe une politique nationale de promotion de la femme pour réduire les violences sur les femmes et les adolescentes. L'évolution du droit des femmes à Madagascar affecte les partages des biens en parts égales entre le mari et la femme.

## Mariage
Conformément à la loi N° 2007-022 du 20 août 2007 relative au mariage et aux régimes matrimoniaux (J.O. n° 3 163 du 28/01/08, p. 131), le marié ou la mariée n'a droit qu'à un seul contrat de mariage.

## Personnalités contemporaines

### Ministre
- Gisèle Rabesahala
- Cécile Manorohanta : première femme ministre de la défense à Madagascar[14].
- Bakolalao Ramanandraibe Ranaivoharivony
- Nadine Ramaroson
- Yvette Sylla
- Christinne Razanamahasoa
- Baomiavotse Vahinala Raharinirina
- Monique Andreas Esoavelomandroso
- Béatrice Atallah
- Lila Hanitra Ratsifandrihamanana
- Elia Béatrice Assoumacou
- Lantosoa Rakotomalala
- Arisoa Razafitrimo
- Lydia Aimée Vololona Rahantasoa
- Nathalie Rabe
- Elia Ravelomanantsoa
- Lalatiana Rakotondrazafy
- Blanche Nirina Richard
- Rafaravavitafika Rasata
- Fomendraza Haingo Elisette
- Landy Mbolatiana Randriamanantenasoa
- Marie Michelle Sahondriarimalala
- Loulla Chamina
- Rindra Hasimbelo Rabarinirinarison
- Razakaboana Hanitra Fitiavana
- Noro Vololona Harimisa
- Vonintsalama Sehenosoa Andriambololona
- Marie Monique Rasoazananera
- Lydia Aimée Vololona Rahantasoa
- Eléonore Jaohasy
- Irmah Naharimamy
- Marie Thérèse Volahaingo
- Gisèle Ranampy
- Madeleine Félicitée Rejofihenena
- Lantosoa Rakotomalala
- Rijasoa Andriamanana Josoa
- Princia Soafilira
- Marie Marcelline Rasoharisoa
- Viviane Dewa
- Aurélie Razafinjato
- Stephanie Delmotte
- Volamiranty Donna Mara
- Lalaina Andrianamelasoa
- Sophie Ratsiraka
- Vavitsara Gabriella Rahantanirina
- Marie Orlea Vina
- Voahary Rakotovelomanantsoa
- Toto Raharimalala Marie Lydia[15]

### Femme politique
- Fatima Achimo : première sénatrice de Madagascar[16].
- Saraha Georget Rabeharisoa
- Marie-Monique Rasoazananera Ernestine
- Arisoa Razafitrimo
- Juliana Tahina Ratovoson
- Haingosoa Hortencia Antoinesie
- Rafaravavy Rasalama

### Femme de lettre
- Esther Randriamamonjy
- Charlotte-Arrisoa Rafenomanjato
- Michèle Rakotoson
- Hajasoa Vololona Picard
- Poety Rebely
- Juliette  Ratsimandrava
- Michèle Rakotoson
- Ny Eja

### Premières dames
- Justine Tsirananana
- Marcelle Larguier
- Thérèse Ratsimandrava
- Céline Ratsiraka
- Thérèse Zafy
- Lalao Ravalomanana : ancienne première dame et première femme maire de la ville d'Antananarivo[17]
- Voahangy Rajaonarimampianina
- Mialy Rajoelina

### Femme dans la religion
- Victoire Rasoamanarivo
- Rafaravavy Rasalama

### Femme de la science
- Hantanirina Rasamimanana
- Chantal Radimilahy
- Anjara Saloma
- Manatsialonina Lucile Rabearimanana
- Faranirina Rajaonah Esoavelomandroso
- Zara Randriamanakoto
- Nicole Ramalalanirina
- Fanja Rakotondrajao
- Bako Harisoa Ravaomanalina

### Femme entrepreneure
- Hanta Ramakavelo
- Harilala Ramanantsoa
- Matina Razafimahefa

### Femme de l'art
- Vonjiniaina
- Poety Rebely
- Poopy
- Hanitra Andriamboavonjy
- Bodo
- Fanja Andriamanantena
- Mireille Mialy Rakotomalala
- Dah mama
- Onja (Onja Tinondia)
- Eusébia (Chanteuse)
- Monika Njava
- Stéphanie Bachra
- Niu Raza
- Anyah
- Hanitra Rasoanaivo

### Femme dans l'histoire
- Bétia
- Ranavalona Ire
- Rasoherina
- Ranavalona II
- Ranavalona III
- Marie-Louise Razafinkeriefo de Madagascar

### Femme sportive
- Santatra Anitah Abdallah Alinorosoa
- Muriel Harisoa Hajanirina
- Laura Rasoanaivo
- Rosa Rakotozafy

### Activiste
- Volahery Andriamanantenasoa
- Ketakandriana Rafitoson

### Gastronomie
- Fara Rabekijana

### Miss
- Nellie Anjaratiana